# Calumnia
Calúmnia és una editorial llibertària fundada el 2010 a Mallorca per l'historiador Jordi Maíz.
Està especialitzada en l'edició d'obres d'assaig polític i històric sobre el pensament polític anarquista (col·leccions Tempus Ago, Colossus). Altres col·leccions estan dedicades a la poesia i la literatura (Quisquilliae, Moix Negre), a l'edició de llibres en esperanto (Revo lucida) i a l'anarco-independentisme (Arrelar). També promou l'edició de revistes de cultura llibertària com Humanitat Nova o el periòdic Nosaltres. Amigues i Amics de Francesc Tomàs i Oliver.
Entre els seus autors hi ha clàssics de l'anarquisme com Anselmo Lorenzo o Federico Urales i autors actuals com els poetes Antonio Orihuela, Alberto García-Teresa i Ferran Aisa, els historiadors Laura Vicente i Jordi Maíz o els esperantistes Miguel Fernández Martín i Eduard Vivancos.